# Bathyvermilia eliasoni
Bathyvermilia eliasoni är en ringmaskart som först beskrevs av Zibrowius 1970.  Bathyvermilia eliasoni ingår i släktet Bathyvermilia och familjen Serpulidae.
Artens utbredningsområde är Alaskagolfen. Inga underarter finns listade i Catalogue of Life.